# Atlas Entertainment
Atlas Entertainment est une société de production cinématographique américaine fondée en 1995 par Charles Roven et sa femme Dawn Steel (en).

## Productions

### Cinéma
- 1995 : Angus de Patrick Read Johnson
- 1995 : L'Armée des douze singes (12 Monkeys) de Terry Gilliam
- 1998 : Le Témoin du mal (Fallen) de Gregory Hoblit
- 1998 : La Cité des anges (City of Angels) de Brad Silberling
- 1999 : Les Rois du désert (Three Kings) de David O. Russell
- 2002 : Rollerball de John McTiernan
- 2002 : Scooby-Doo de Raja Gosnell
- 2004 : The Sex Side of Low Budget Films de Jeremy Isbell
- 2005 : Les Frères Grimm (The Brothers Grimm) de Terry Gilliam
- 2006 : Idlewild Gangsters Club de Bryan Barber
- 2007 : Live ! de Bill Guttentag
- 2007 : Tamagotchi: The Movie (cancelled)
- 2008 : Braquage à l'anglaise (The Bank Job) de Roger Donaldson
- 2008 : Max la Menace (Get Smart) de Peter Segal
- 2009 : L'Enquête (The International) de Tom Tykwer
- 2011 : Le Dernier des Templiers (Season Of The Witch) de Dominic Sena
- 2013 : American Bluff (American Hustle) de David O. Russell
- 2016 : Batman v Superman : L'Aube de la justice (Batman v Superman: Dawn of Justice) de Zack Snyder
- 2016 : Warcraft : Le Commencement (Warcraft) de Duncan Jones
- 2016 : Suicide Squad de David Ayer
- 2016 : La Grande Muraille (The Great Wall, 長城) de Zhang Yimou
- 2016 : The Whole Truth de Courtney Hunt
- 2017 : Wonder Woman de Patty Jenkins
- 2017 : Justice League de Zack Snyder
- 2020 : Scooby ! (Scoob!) de Tony Cervone
- 2020 : Wonder Woman 1984 de Patty Jenkins
- 2024 : The Killer de John Woo
- 2025 : Mercy de Timur Bekmambetov

### Télévision
- 2010 : Scooby-Doo et le Monstre du lac (Scooby-Doo! Curse of the Lake Monster) de Brian Levant
- 2015 - 2018 : 12 Monkeys
- 2018 - présent : Dirty John
- 2019 - présent : What/If